# Castiglione Cosentino
Castiglione Cosentino è un comune italiano di 2 709 abitanti della provincia di Cosenza, in Calabria. L'abitato, posto a una media di 400 metri s.l.m., è situato alle estreme propaggini occidentali della Sila Grande, a monte della confluenza tra il Torrente Caporale e il suo affluente Fosso delle Manche, su uno sperone collinare che si affaccia sull'alta valle del Crati. Il territorio, di 14,09 km2, è caratterizzato da un profilo altimetrico che si sviluppa essenzialmente su tipiche quote collinari, ma presenta, d'altronde, modeste porzioni di pianura e ristrette fasce semimontane, con il punto più basso (147 m s.l.m.) in località San Biagio, e il più alto (793 m s.l.m.) posto poco più a sud di contrada Santa Lucia, in prossimità del bivio per Redipiano (frazione di San Pietro in Guarano). L'ingresso del paese provenendo da Cosenza, denominato piazza Puontu, è posto a 384 metri sul livello del mare; la piazza più importante (piazza della Concordia), situata a breve distanza, è a 382 metri s.l.m., mentre il Comune è a quota 389.

## Storia
Secondo alcuni storici il paese sorge sull'antica città di Arintha (Άρινθα in greco). Tuttavia, l'ipotesi storica maggiormente consolidata ne rimanda la fondazione al IX secolo per opera di abitanti di Cosenza che, messi in fuga dai repentini assalti dei Saraceni, trovarono adeguato riparo sulle colline limitrofe alla città, edificando, nell'arco di pochi anni e in rapida successione, numerosi borghi (i cosiddetti "Casali di Cosenza"), tra i quali Castiglione. Fu feudo della famiglia Castiglione (dalla quale deriverebbe il nome del comune) e, successivamente, dei di Palma. Il patrimonio storico-architettonico del comune è ben rappresentato dai due principali edifici di culto: la chiesa parrocchiale dei Santi Nicolò e Biagio (in origine parimenti indicata come "chiesa di Santa Maria dell'Olmo"), del XVI secolo, posta a 351 metri s.l.m. nella parte bassa del centro storico, e la chiesa di Sant'Antonio da Padova e annesso convento dei Cappuccini, del XVII secolo, che sorge a monte della sede comunale, in posizione amena, a 422 metri di altitudine. Conservano significative opere d'arte risalenti al 1600 e 1700.

## Società

### Evoluzione demografica
Abitanti censiti

## Infrastrutture e trasporti
Il comune è servito dalla stazione omonima, a 7 km, che si trova sulle linee Paola Cosenza e Cosenza-Sibari ma è posta in località Quattromiglia che ricade nel territorio del confinante comune di Rende. L'accesso autostradale più vicino, a 8 km, è quello di Rende-Cosenza Nord, dell'A2-Autostrada del Mediterraneo. Le maggiori arterie stradali che attraversano il territorio sono la Strada Provinciale 229 Castiglione-San Pietro in Guarano-Pianette (SP229) e la Strada Provinciale 234 Riva Destra Crati (SP234).

## Amministrazione
| Periodo        | Periodo        | Primo cittadino  | Partito                              | Carica  | Note |
| -------------- | -------------- | ---------------- | ------------------------------------ | ------- | ---- |
| 5 giugno 1985  | 14 marzo 1992  | Salvatore Magarò | centro-sinistra                      | Sindaco |      |
| 14 marzo 1992  | 23 aprile 1995 | Ubaldo Russo     | PSI                                  | Sindaco |      |
| 24 aprile 1995 | 12 giugno 2004 | Salvatore Magarò | centro-sinistra                      | Sindaco |      |
| 13 giugno 2004 | 25 maggio 2014 | Antonio Russo    | lista civica                         | Sindaco |      |
| 25 maggio 2014 | 26 maggio 2019 | Dora Lio         | lista civica                         | Sindaco |      |
| 27 maggio 2019 | in carica      | Salvatore Magarò | lista civica Come Prima Più di Prima | Sindaco |      |